# Герулф
Герулф Стари (на немски: Gerulf der Ältere; † сл. 856) е първият граф на Средна Фризия и Холандия. Той е основател на фамилията Герулфинги, графовете на Холандия (Холандски дом).

## Биография
Герулф е фризиец. Син е на граф Дитрих († 793) и произлиза от краля на Великото фризко кралство Радбод († 719). 
Герулф участва във въстанието против император Лудвиг Благочестиви и собственостите му са конфискувани. Той получава своите собствености обратно на 8 юли 839 г., след пълното сдобряване във Вормс между император Лудвиг и синът му Лотар след края на май.
Герулф се жени вероятно за дъщеря на Вала (Каролинги), абат на Корби, братовчед на Карл Велики.

## Деца
Герулф има децата:
- Граф Герулф II († 896)
- Граф Герхард
- Гунтар фон Кьолн († 873), архиепископ на Кьолн
- дъщеря, майка на епископ Радбод фон Утрехт († 917)